# Données polity

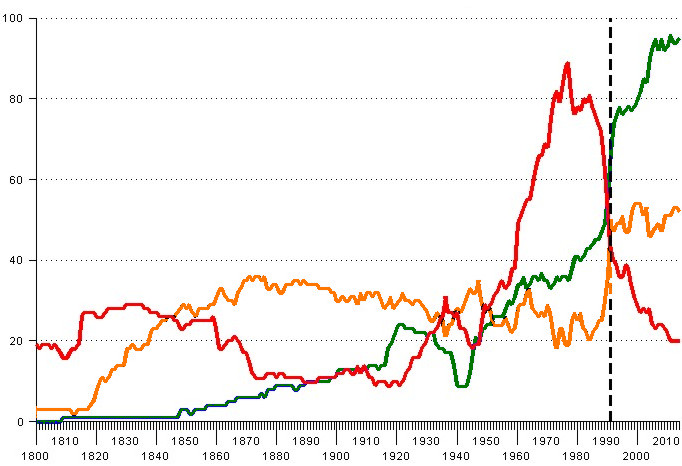
Évolution du score des pays entre 1800 et 2014 sur l'échelle Polity, représentant en vert les démocraties, en orange les anocraties, et en rouge les autocraties.

Carte du monde présentant les données du rapport Polity IV pour l'année 2011. Couleur rouge sombre = plus autoritaire score (-10), Couleur bleu foncé = plus démocratique (10). Couleur pourpre score(0), pour le noir ce sont les pays occupé ou bien les données sont manquantes.

Les données Polity sont un jeu de données largement utilisées dans le domaine des sciences politiques. La dernière version, Polity IV, contient les données annuelles sur les caractéristiques des régimes et les transitions pour tous les États souverains de plus de 500 000 habitants et couvre les années 1800 à 2006. Les conclusions de  Polity sur le niveau de démocratie d'un État sont basées sur une évaluation des élections au sein de cet État en termes de compétition, d'ouverture et de niveau de participation.
L'article de 2002 Conceptualizing and Measuring Democracy soulevait plusieurs problèmes dans les classements de démocratie habituellement utilisés, y compris Polity, arguant que le critère utilisé pour déterminer la « démocratie » était trop restrictif,.